# Moonlight Epicurian
Moonlight Epicurian è un singolo della cantante giapponese Yōko Takahashi. L'album è il nono singolo pubblicato dalla Kityy Records; il brano funge inoltre da sigla di chiusura di Iwan'ya tomīzu oya di TV Asahi. Al sassofono cera Kazuki Katsuta, Hideo Yamaki alla batteria e Hideo Yamaki alle percussioni.

## Tracce
1. Moonlight Epicurian – 5:09
2. Chikyū no oka de dansu o shimashou – 2:24
3. Anogoro ni machiawaseyou (AMBIENT MIX) – 5:13
4. Moonlight Epicurian (ORIGINAL KARAOKE) – 5:05